# Lost Themes
Albums de John Carpenter
Ghosts of Mars
(2001) Lost Themes II
(2016)
Lost Themes est le premier album studio du réalisateur et compositeur américain John Carpenter sorti en 2015. John Carpenter est ici assisté à la composition de son fils Cody et de Daniel Davies, fils de Dave Davies du groupe The Kinks.

## Historique
L'album est annoncé en novembre 2014 en même temps qu'est dévoilé le premier extrait, Vortex.

« J’ai été habitué à illustrer des images, ce qui peut s’avérer à la fois positif et négatif. Cette fois-ci, il n’y avait aucune pression, ni les demandes intempestives des acteurs, ni l’attente du staff, ni les deadlines imminentes. […] L’idée de départ consistait à produire quelque chose d’assez fourni, d’assez généreux, étant donné le manque de restrictions. C’est un nouveau monde qui s’offre à moi. »

— John Carpenter
Le 9 mai 2025, Sacred Bones Records sort la réédition 10th Anniversary Expanded Edition avec deux morceaux inédits : Cruisin’ With Mr. Scratch et Dominator. L'album se voit alors doté d'une nouvelle pochette, désignée par Greg Ruth, mettant en scène le visage du cinéaste entouré de fumée.

## Critique
À sa sortie, Lost Themes reçoit des avis positifs de la part de la critique musicale. Sur Metacritic, qui recense 12 critiques, l'album obtient une moyenne de 74/100. Sur le site AllMusic, Heather Phares écrit notamment que la « qualité de Lost Themes réside dans le fait que Carpent refuse de mettre au gout du jour son esthétique, que ça sonne très années 80 ». Dan Bogosian de Consequence of Sound pense que « la musique minimaliste de Carpenter débute comme une force ». Cam Lindsay de Exclaim! décrit l'album comme une « nouvelle bande originale qui n'a pas besoin d'un film » et ajoute que « Carpenter sait exactement comment apaiser ses fans et avec Lost Themes, il leur donne exactement ce qu'ils veulent ».
Aaron Leitko de Pitchfork écrit « Lost Themes est très sombre et lourd, mais est assez court en terme d'inspiration ». Andy Beta de Rolling Stone est assez sur son ressentiment de l'album : « les synthés glaciaux de Vortex ou Fallen évoquent l'effroi vintage de Carpenter, mais Domain et Mystery sont les équivalents sonores des films avec trop d'images de synthèse ».
Du côté de la critique française, Thomas Corlin des Inrockuptibles écrit notamment « Malgré quelques arrangements anachroniques ou un peu FM çà et là, le tout frappe par son originalité et sa pertinence : l’instrumentation est opulente, reposant sur son habituelle batterie de claviers analogiques, et l’écriture alambiquée, toute en paliers et en rebondissements, rappelant le rock progressif (et forcément Goblin, qui composait pour Dario Argento) » ; il souligne par ailleurs que cet album « rappelle l’écrasante parenté de Carpenter sur la scène actuelle, et particulièrement française, d’Étienne Jaumet à Daft Punk en passant par Turzi, Kavinsky et Air ». Sur le site CineChronicle.com, Arnold Petit écrit notamment « L’album dévoile un John Carpenter toujours aussi inspiré, dédiant un magnifique hommage à la grande époque de ses chefs-d’œuvre. Il privilégie ici une instrumentation épurée, plus volontiers orientée synthétiseurs à l’ancienne et guitares électriques qu’un son dépouillé et simple. (...) Quasi génie du minimaliste (mais pas autant qu’un Philip Glass), Carpenter parvient à se montrer aussi varié que surprenant et ce, dès la seconde piste avec l’excellent Obsidian, véritable voyage électro-rock progressif qui fait la part belle au son Midi (Musical Instrument Digital Interface), typique des années 80 ». Sur le site de La Grosse Radio, on peut notamment lire « on repense donc sans déplaisir à toute une flopée de films, de Fog à New York 1997 en passant par Ghosts of Mars ; mais surtout, les meilleures pistes de l'album nous poussent à créer notre propre film ; ce qui prouve que Carpenter rime définitivement avec cinéma ; et peut-être un peu moins avec musique pure et dure. Avis aux amateurs ! »

## Liste des titres
Toute la musique est composée par John Carpenter, Cody Carpenter et Daniel Davies.
| 1.    | Vortex    | 4:44 |
| 2.    | Obsidian  | 8:24 |
| 3.    | Fallen    | 4:44 |
| 4.    | Domain    | 6:33 |
| 5.    | Mystery   | 4:35 |
| 6.    | Abyss     | 6:06 |
| 7.    | Wraith    | 4:30 |
| 8.    | Purgatory | 4:38 |
| 9.    | Night     | 3:38 |
| 47:53 |           |      |

| Titres bonus | Titres bonus                           | Titres bonus | Titres bonus | Titres bonus | Titres bonus | Titres bonus | Titres bonus | Titres bonus | Titres bonus |
| No           | Titre                                  | Durée        |              |              |              |              |              |              |              |
| ------------ | -------------------------------------- | ------------ | ------------ | ------------ | ------------ | ------------ | ------------ | ------------ | ------------ |
| 10.          | Night (Zola Jesus & Dean Hurley remix) | 3:39         |              |              |              |              |              |              |              |
| 11.          | Wraith (ohGr remix)                    | 3:51         |              |              |              |              |              |              |              |
| 12.          | Vortex (Silent Servant remix)          | 5:10         |              |              |              |              |              |              |              |
| 13.          | Fallen (Blanck Mass remix)             | 6:29         |              |              |              |              |              |              |              |
| 14.          | Abyss (J. G. Thirlwell remix)          | 5:29         |              |              |              |              |              |              |              |
| 15.          | Fallen (Bill Kouligas remix)           | 6:14         |              |              |              |              |              |              |              |
| 78:45        |                                        |              |              |              |              |              |              |              |              |

| Titres bonus 10th Anniversary Expanded Edition (2025) | Titres bonus 10th Anniversary Expanded Edition (2025) | Titres bonus 10th Anniversary Expanded Edition (2025) | Titres bonus 10th Anniversary Expanded Edition (2025) | Titres bonus 10th Anniversary Expanded Edition (2025) | Titres bonus 10th Anniversary Expanded Edition (2025) | Titres bonus 10th Anniversary Expanded Edition (2025) | Titres bonus 10th Anniversary Expanded Edition (2025) | Titres bonus 10th Anniversary Expanded Edition (2025) | Titres bonus 10th Anniversary Expanded Edition (2025) |
| No                                                    | Titre                                                 | Durée                                                 |                                                       |                                                       |                                                       |                                                       |                                                       |                                                       |                                                       |
| ----------------------------------------------------- | ----------------------------------------------------- | ----------------------------------------------------- | ----------------------------------------------------- | ----------------------------------------------------- | ----------------------------------------------------- | ----------------------------------------------------- | ----------------------------------------------------- | ----------------------------------------------------- | ----------------------------------------------------- |
| 10.                                                   | Cruisin’ With Mr. Scratch                             | 4:17                                                  |                                                       |                                                       |                                                       |                                                       |                                                       |                                                       |                                                       |
| 11.                                                   | Dominator                                             | 4:05                                                  |                                                       |                                                       |                                                       |                                                       |                                                       |                                                       |                                                       |
| 56:21                                                 |                                                       |                                                       |                                                       |                                                       |                                                       |                                                       |                                                       |                                                       |                                                       |

## Crédits
- John Carpenter : compositeur, interprète, ingénieur du son
- Cody Carpenter : compositeur, interprète, ingénieur du son
- Daniel Davies : compositeur, interprète, ingénieur du son
- Jay Shaw : design
- Kyle Cassidy : photographie